# Burning Up
"Burning Up" är en låt skriven och framförd av den amerikanska popartisten Madonna. Låten var den andra singeln från debutalbumet Madonna och gavs ut den 9 mars 1983, i den del länder som en dubbel A-sida tillsammans med "Physical Attraction". Låten presenterades som en tidig demoinspelning av Madonna för skivbolaget Sire Records som gav grönt ljus för inspelningen av singeln efter att "Everybody" hade blivit en dancehit. Madonna samarbetade med Reggie Lucas, som producerade singeln medan John Benitez bidrog med gitarriff och bakgrundssång. Musikaliskt sett innehåller låten instrumentation från gitarr, synthesizer och trummor, och den mörka låttexten beskriver sångarens brist på skam över att förklara sin passion för sin älskare.
Musikvideon till låten regisserades av Steve Barron.

## Låtlistor och format
| - Amerikansk 7"-vinylsingel 1. "Burning Up" (7" version) – 3:45 2. "Physical Attraction" (7" version) – 3:52 - Amerikansk/fransk/australisk 12"-vinylsingel 1. "Burning Up" (12" version) - 5:56 2. "Physical Attraction" (Album version) - 6:35 - Australisk 7"-vinylsingel 1. "Burning Up" (Alternate album version) – 4:48 2. "Physical Attraction" (7" version) – 3:52 | - Tysk/brittisk CD-maxisingel (1995) 1. "Burning Up" (12" version) – 5:56 2. "Physical Attraction" (Album version) – 6:34 - Brasiliansk 7"-vinylsingel 1. Physical Attraction – 3:53 2. Burning Up – 4:10 |

## Medverkande
- Madonna – sång, låtskrivare
- Reggie Lucas – producent, gitarr, trumprogramering
- Butch Jones – synthesizer
- John "Jellybean" Benitez – remix
- Fred Zarr – synthesizer, elpiano, akustiskt piano
- Dean Gant – elpiano, akustiskt piano
- Bobby Malach – tenorsaxofon
- Ed Walsh – synthesizer
- Gwen Guthrie – bakgrundssång
- Brenda White – bakgrundssång
- Chrissy Faith – bakgrundssång

Medverkande är hämtade ur albumhäftet till Madonna.

## Listplaceringar
| Lista (1983)                    | Högsta position |
| ------------------------------- | --------------- |
| Australien (Kent Music Report)  | 13              |
| USA (Hot Dance Music/Club Play) | 3               |

### Fotnoter
1. ↑  ”Madonna”. Arkiverad från originalet den 4 september 2012. https://www.webcitation.org/6AQp5c6Yf?url=http://www.madonna.com/discography/index/album/albumId/32/. Läst 25 juni 2011.
2. ↑  Singelhäfte för "Burning Up" av Madonna [Amerikansk 7"-vinylsingel]. 0-29715.
3. 1 2  Singelhäfte för "Burning Up" av Madonna [Amerikansk 12"-vinylsingel]. 9 29715-0.
4. 1 2  Singelhäfte för "Burning Up" av Madonna [Fransk 12"-vinylsingel]. 92-9609-7.
5. ↑  Singelhäfte för "Burning Up" av Madonna [Australisk 12"-vinylsingel]. 0-29715.
6. ↑  ”Madonna – Physical Attraction / Burning Up”. http://www.discogs.com/Madonna-Physical-Attraction-Burning-Up/release/2578645. Läst 2 januari 2014.
7. ↑  Albumhäfte för Madonna av Madonna [LP/CD]. Sire Records. 1983. 9 23867-1.
8. ↑  Kent, David (2006). Australian Chart Book: 1993-2005. Australian Chart Book. sid. 282. ISBN 0646458892. http://books.google.com/books?id=c1YMPQAACAAJ&dq=australian+chart+book&lr=. Läst 2 juli 2009
9. ↑  Grant 2003, s. 9.